# Genocidio dei moriori
Il genocidio dei moriori si consumò a partire dal 1835 sulle isole Chatham, nella futura Nuova Zelanda, quando esse vennero invase dai maori. I moriori erano una popolazione di origine polinesiana dalla consistenza ridotta, che da secoli viveva sulle isole Chatham con pochi contatti col mondo esterno praticando uno stile di vita fortemente pacifista.
Nel 1835 tuttavia due tribù maori, gli Ngāti Tama e gli Ngāti Mutunga, scacciati dai propri territori nella regione di Taranaki durante le guerre del moschetto, appresa l'esistenza delle isole, le invasero in due ondate tra il novembre e il dicembre dello stesso anno. I moriori, che sarebbero stati disposti a convivere pacificamente coi nuovi arrivati, furono invece brutalmente massacrati dai maori, estremamente bellicosi e rapaci. Dei circa 1600 moriori che vivevano sulle isole Chatham prima dell'invasione, alcune centinaia furono subito uccisi e cannibalizzati, mentre i restanti furono schiavizzati e in parte deportati al di fuori delle Chatham.
Il genocidio si completò quando i maori impedirono ai superstiti di continuare a praticare la propria lingua e religione, così come fu loro vietato di sposarsi con altri moriori; era quindi palese la volontà di cancellare del tutto la cultura e le tradizioni moriori. Ciò portò al quasi totale annientamento della popolazione; all'abolizione della schiavitù, imposta nelle isole dall'impero britannico nel 1863, erano sopravvissuti al genocidio appena un centinaio di moriori. Nonostante questo, i massacri e le deportazioni subite dai moriori favorirono la loro successiva estinzione, avvenuta nel 1933 con la morte dell'ultimo individuo di pura discendenza moriori, Tommy Solomon.
Nonostante l'estinzione del ceppo originario, la cultura moriori ha sperimentato una rinascita tra la fine del XX e l'inizio del XXI secolo, quando i discendenti degli schiavi deportati hanno stipulato un trattato col governo della Nuova Zelanda per farsi riconoscere legalmente come appartenenti al popolo moriori.

## Contesto

La posizione delle isole Chatham rapportata a quella della Nuova Zelanda

### I moriori
Le isole Chatham sono un remoto arcipelago sito a circa 800 km a est della Nuova Zelanda, in pieno oceano Pacifico. Nonostante la propria remotezza, le Chatham sono un ambiente fertile e ricco d'acqua, che può quindi permettere il sostentamento di una piccola popolazione umana. Le isole rimasero comunque disabitate o quasi fino all'incirca al XVI secolo, quando vi si stabilirono i moriori, popolo di origine polinesiana forse proveniente dalla Nuova Zelanda e per questo da molti ritenuto strettamente imparentato coi maori.
Le leggende moriori tramandano come anticamente il popolo fosse bellicoso e dedito al cannibalismo, ma anche che, per poter sopravvivere al difficile e aspro ambiente delle Chatham (Rehoku in lingua moriori), il capotribù Nunuku-whenua avesse imposto ai moriori un pacifismo forzato, da allora detto "legge di Nunuku", che imponeva l'armonia e la collaborazione tra tutti i moriori per sopravvivere e prosperare sulle isole, molto più inospitali di quelle polinesiane. I moriori, consci che le isole non potevano sostenere grandi popolazioni, praticarono quindi un forte controllo delle nascite tramite la castrazione dei neonati, impedendo quindi che fosse raggiunta la sovrappopolazione. Nella società moriori, oltre alla non violenza, vigeva inoltre la comunione dei beni, al fine di garantire la sopravvivenza e il benessere degli individui. Eventuali discordie venivano risolte tramite contrattazione o, in casi limite, con lotte rituali, che al minimo scorrere di sangue si interrompevano. I moriori col tempo interiorizzarono la non violenza, creando una piccola società pacifista stabile e funzionante. Il clima delle Chatham era troppo freddo per permettere l'agricoltura, quindi presto i moriori regredirono a una società pre-agricola e basata sulla pesca e sui cacciatori-raccoglitori.

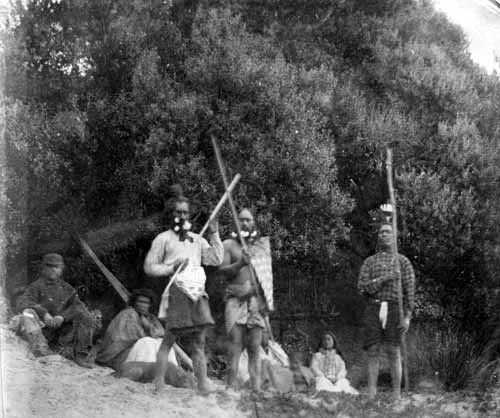
Un gruppo di moriori alla fine del XIX secolo

### Primi contatti col mondo esterno
Dato l'isolamento geografico delle Rehoku, i moriori vissero praticamente senza contatti col mondo esterno fino alla fine del XVIII secolo, quando furono raggiunte nel 1791 dalla spedizione di Vancouver. Il capitano William Robert Broughton reclamò le isole per il Regno Unito e le battezzò col nome della propria nave, la HMS Chatham. Sebbene la sovranità inglese fosse solo nominale, nei decenni successivi le isole, ormai note, divennero parte delle rotte commerciali dei balenieri, che spesso si fermavano sull'isola per cacciare le foche. I rapporti dei moriori coi forestieri furono pacifici, ma presto si diffusero sulle isole malattie portate dai marinai come l'influenza, che mieté molte vittime tra la popolazione, già destabilizzata dalla quasi totale estinzione delle foche provocata dalla caccia intensiva dei marinai europei. Negli anni precedenti il 1835 quindi i moriori ebbero numerosi morti a causa delle malattie e della mancanza cronica di risorse, scendendo da un picco di 2000 individui raggiunto all'inizio del secolo a circa 1600.
Col tempo l'esistenza delle isole Chatham divenne nota anche ai maori della Nuova Zelanda. Le isole, dipinte in luce molto positiva dai marinai che commerciavano coi maori, crearono in essi desideri di espansione, conquista ed egemonia sull'arcipelago. In particolare due tribù, gli Ngāti Tama e gli Ngāti Mutunga, cacciate dalla regione di Taranaki e ormai senza un territorio, ritennero che le isole potessero costituire un'ottima terra di conquista e bottino.

## Il genocidio

### Invasione maori
All'inizio del novembre 1835 un piccolo esercito di 500 maori riuscì a sequestrare una nave britannica, il Lord Rodney, costringendo l'equipaggio a imbarcare i guerrieri e a fare rotta verso le Chatham, dove giunsero il 19 novembre, seguiti il 5 dicembre da una seconda ondata di 400 conquistatori. L'invasione era stata programmata in maniera meticolosa, poiché i maori, consci che le isole non avevano grandi risorse alimentari, avevano con sé grandi scorte, e poi sementi per poter costituire fattorie e piantagioni.
I maori resero immediatamente palesi le proprie crudeli intenzioni: la prima moriori che incontrò gli invasori, una bambina di 12 anni, fu immediatamente uccisa, scuoiata e cannibalizzata per intimorire i locali. I moriori tuttavia, ligi alla legge di Nunuku, accolsero amichevolmente i maori, che all'inizio non intrapresero altre azioni ostili per la stanchezza del lungo viaggio, dichiarando tuttavia senza mezzi termini di essere giunti come nuovi e soli padroni delle isole.

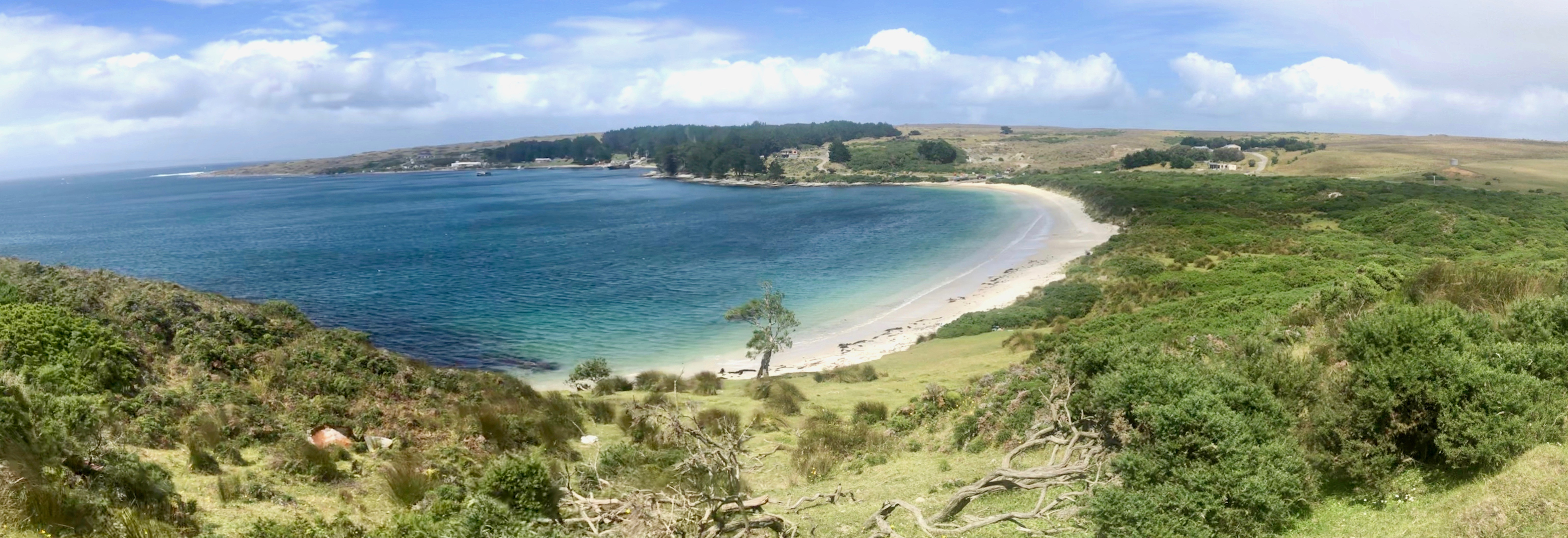
La baia di Whangaroa, sull'isola Chatham, dove approdarono i primi invasori maori e dove si consumarono le prime violenze del genocidio

### Il massacro
Turbati dall'estrema aggressività dei maori, i moriori convocarono una grande assemblea nella baia di Te Awapatiki per decidere il da farsi. Il popolo si divise in due fazioni, una di pacifisti oltranzisti che non voleva derogare dalla legge di Nunuku e quindi difendersi dall'invasione maori, e un'altra di interventisti, che avrebbero voluto reagire con la forza alle minacce maori, rompendo tuttavia la tradizione moriori della non violenza. Dopo molto dibattere, tra i moriori prevalse la prima fazione, e fu formulata la proposta della pacifica convivenza coi nuovi arrivati, che gli anziani credevano potessero essere convinti ad abbassare le armi.
Tuttavia lo stallo dell'assemblea si rivelò un gravissimo errore per i locali. I maori, niente affatto intenzionati a convivere in maniera pacifica né a tollerare alcuna forma di resistenza reale o presunta da parte dei moriori, interpretarono la riunione come un principio di ribellione, e decisero di attaccare seduta stante i moriori. La popolazione era appena rientrata nelle proprie dimore, che ebbe inizio l'offensiva dei maori, che ben presto si tramutò in un massacro indiscriminato: molte centinaia di moriori furono subito uccisi e poi mangiati, e nei giorni successivi chi era fuggito sulle alture e nelle grotte delle isole fu sistematicamente cacciato e a sua volta assassinato. Non vi fu alcuna reazione armata da parte dei moriori, fedeli fino alla fine alle proprie convinzioni non violente.
I pochi superstiti moriori, soprattutto donne, furono ridotti in schiavitù e spartiti tra i guerrieri maori. Per ridurre ulteriormente la popolazione e il rischio di ribellione, i maori abbandonarono molti moriori su spiagge isolate impedendo loro di fuggire e lasciandoli morire di fame. I moriori furono inoltre costretti a rinnegare la propria identità e le proprie credenze venendo obbligati a urinare e defecare sui propri luoghi sacri, e fu inoltre loro tassativamente proibito di parlare la propria lingua moriori. Molti moriori, devastati da questi trattamenti disumani, morirono di crepacuore nel giro di poco tempo.

### Progressivo annientamento dei moriori
Negli anni immediatamente successivi alla conquista delle Chatham, il trattamento riservato dai maori ai moriori fu terribile. I moriori, ormai senza più libertà e diritti, dovevano subire tutte le angherie e le crudeltà dei propri padroni, venendo spesso uccisi per mero capriccio, e le donne violentate. Fu inoltre loro imposto il divieto assoluto di procreazione, con la palese intenzione di portare i moriori alla totale estinzione.
Molti moriori furono deportati fuori dalle Chatham, in Nuova Zelanda oppure venendo riscattati dagli europei. Solo nel 1863 ebbe termine la schiavitù dei moriori, ovvero quando l'impero britannico entrò effettivamente in possesso delle isole Chatham, esautorò i locali capi maori ed impose l'emancipazione di tutti gli schiavi. I moriori sopravvissuti al genocidio durato quasi trent'anni erano appena 101, a fronte di 1561 vittime accertate (quindi appena il 6,47% della popolazione originaria), cifre tramandate grazie alla memoria dei pochi anziani superstiti.

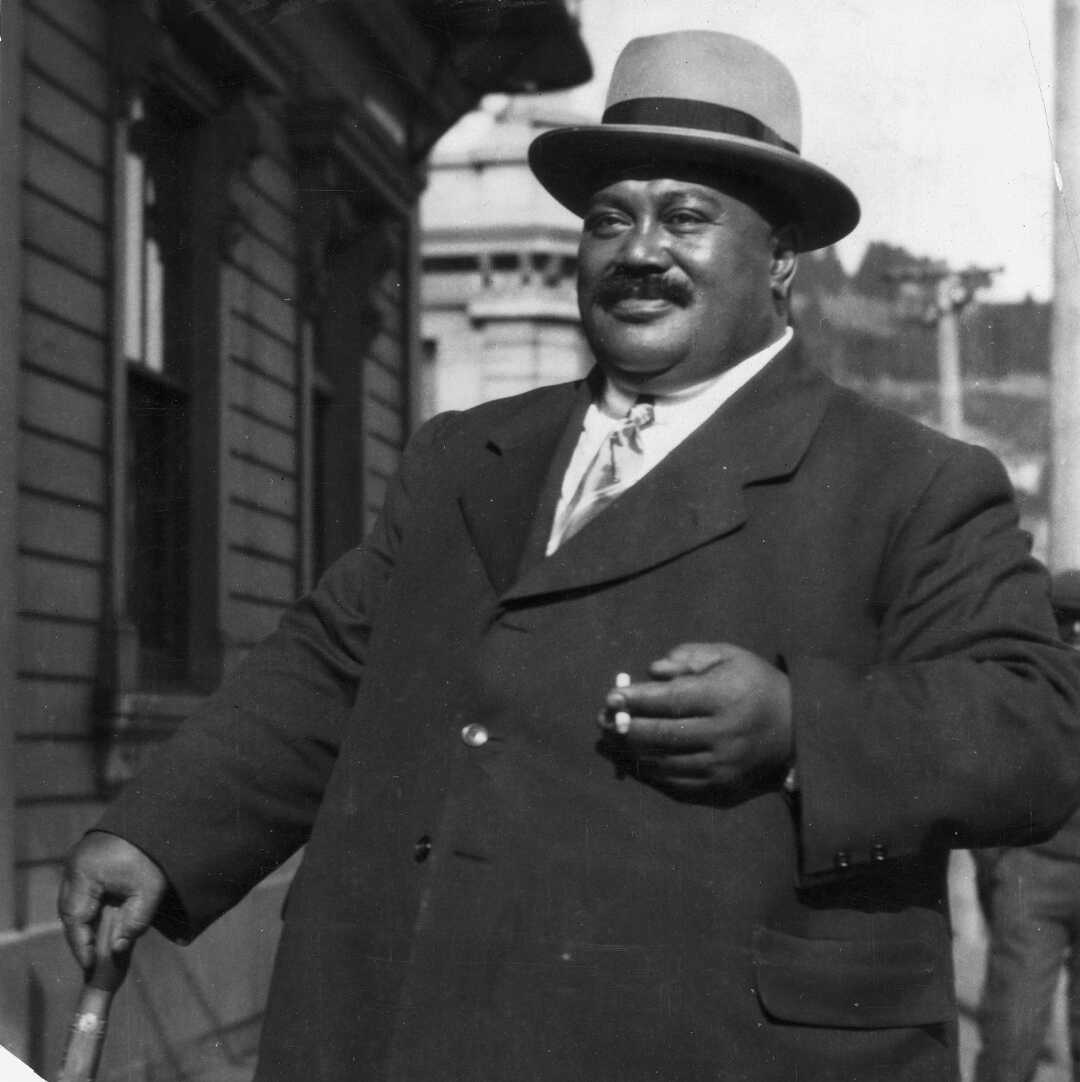
Tommy Solomon (1884-1933), l'ultimo moriori

## Conseguenze
Nonostante fossero stati liberati dal giogo dei maori, i moriori non si ripresero più dai massacri e della schiavitù imposti loro. La maggior parte dei pochi superstiti rimase nelle Chatham, impiegata nelle proprietà dei nuovi colonizzatori europei in condizioni di estrema povertà. Inoltre i severi tabù culturali sul matrimonio tra familiari fecero sì che i moriori si unissero sempre meno tra loro, provocando il loro rapido declino.
All'inizio del XX secolo rimanevano in vita pochissimi moriori, e l'ultimo individuo di pura discendenza moriori, il possidente Tommy Solomon, morì nel 1933, portando all'estinzione il popolo. Individui di parziale discendenza moriori tuttavia esistevano a migliaia in tutta la Nuova Zelanda, e a partire dagli anni 1980 vi fu un rinnovato interesse per il popolo delle Chatham. Si costituirono movimenti per la promozione e la rinascita della cultura moriori, e infine il governo della Nuova Zelanda nel XXI secolo ha riconosciuto l'esistenza del popolo moriori includendolo nei propri censimenti. Nel 2013 risultavano 738 moriori in tutta la Nuova Zelanda.